# Una vez en esta isla (teatro musical)

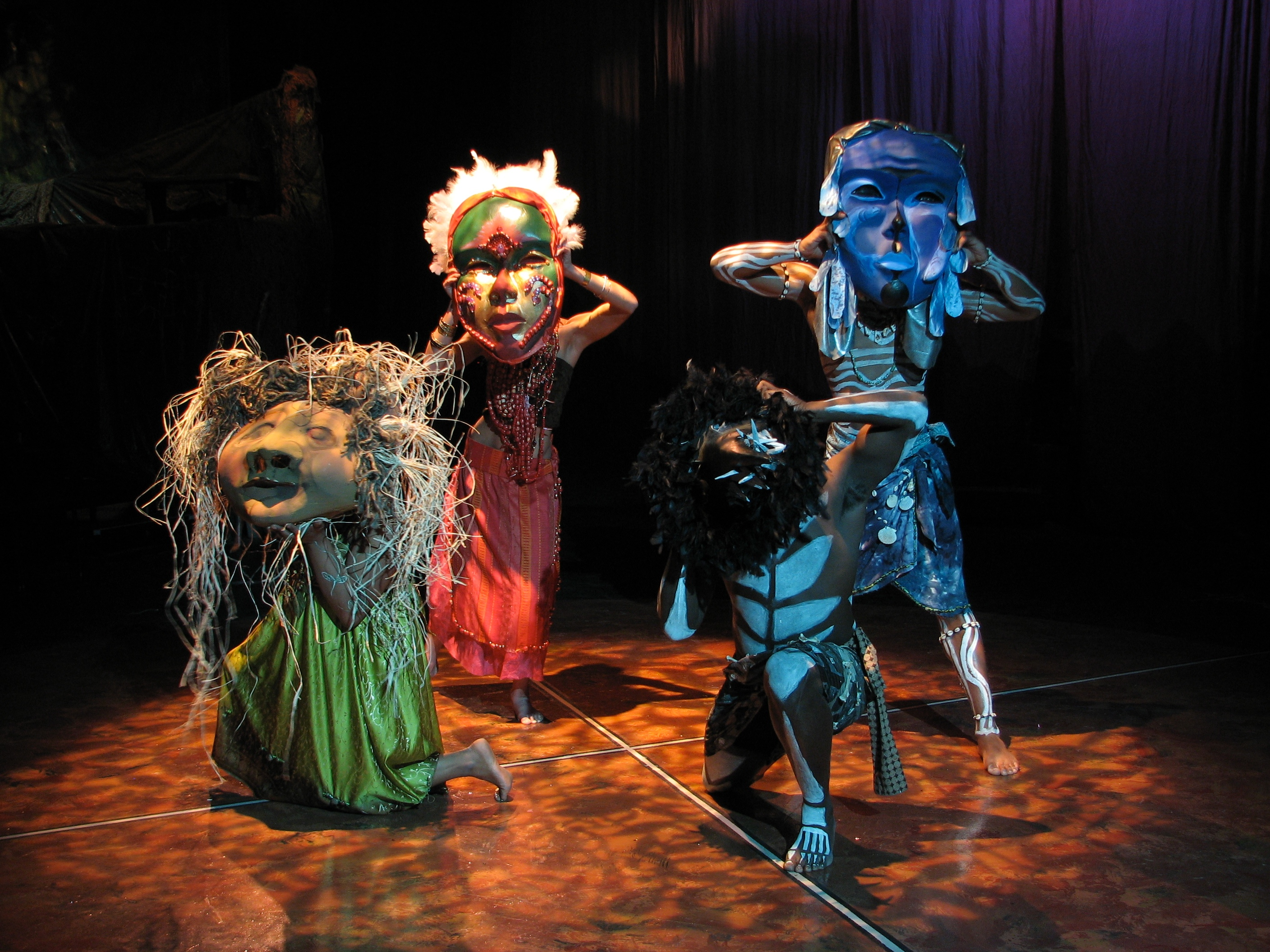
En orden horario desde la izquierda se encuentran los dioses de esta obra. Asaka (diosa de la tierra), Erzulie (diosa del amor), Agwe (dios del agua), and Papa Ge (dios de la muerte).

Una Vez en Esta Isla es una obra de teatro musical basada en un libro de Lynn Ahrens, con música de Stephen Flaherty, se estrenó en 1990 en Broadway, y a partir de eso ha tenido reproducciones en diferentes partes del mundo, entre las más importantes se encuentran una en UK European premier en 1994, en 1995 en West End y en 2009 en UK Revival, la más reciente representación fue en la temporada de otoño 2015 y primavera 2016 en México realizada por la compañía teatro musical UDLAP de la Universidad de las Ámericas Puebla. En noviembre del 2018 la compañía Espacio Escénico llevara a los escenarios la puesta en escena con un elenco adulto y uno infantil en el estado de Coahuila, México. 
Sinopsis de la obra
Esta obra toma lugar en Haití, tras una noche trágica de tormenta la cual causa el llanto de una pequeña niña llamada Ti Moune, que es esncontrada por dos campesinos de gran corazón que deciden adoptarla y criarla. Al crecer Ti Moune se enamora de Daniel Beauxhomme, descendiente ricos de los franceses, heredero de un hotel y gran parte de la zona rica de la isla.
La historia cuenta las dificultades que tienen Ti Moune y Daniel al querer llevar una relación, siendo él rico y poderoso y ella pobre; dos partes de una isla dividida por las clases sociales. Dentro de esta historia participan una serie de dioses que son partícipes de una apuesta en la que se ve involucrada Ti Moune en su travesía por encontrar el amor verdadero y la felicidad. Estos personajes son Papa Ge Dios de la muerte, Agwe Dios del agua, Erzulie Diosa del amor y Azaka Diosa de la tierra. Estos personajes le ponen pruebas en el camino para que ella demuestre su amor y en el final Ti Moune tendrá que decidir qué camino tomar, pues cada uno la puede llevar a un trágico desenlace.
Números Musicales
"Prologue/"We Dance" - Storytellers
"One Small Girl" - Mama Euralie, Tonton Julian, Little Ti Moune, and Storytellers
"Waiting for Life" - Ti Moune and Storytellers
"And the Gods Heard Her Prayer" - Asaka, Agwe, Erzulie, and Papa Ge
"Rain" - Agwe and Storytellers
"Pray" - Ti Moune, Mama Euralie, Tonton Julian, Guard and Storytellers
"Forever Yours" - Ti Moune, Daniel and Papa Ge
"The Sad Tale of the Beauxhommes" - Armand and Storytellers (Cut from MTI's Junior Version)
"Ti Moune"- Ti Moune, Mama Euralie, Tonton Julian
"Mama Will Provide" - Asaka and Storytellers
"Waiting for Life" (Reprise) - Ti Moune (Cut from MTI's Junior Version)
"Some Say" - Storytellers (Cut from MTI's Junior Version)
"The Human Heart" - Erzulie and Storytellers
"Pray" (Reprise) - Storytellers
"Some Girls" - Daniel (Cut from MTI's Junior Version)
"The Ball" - Andrea, Daniel, Ti Moune, and Storytellers
"When We Are Wed" - Andrea, Daniel and Ti Moune (Partially cut in MTI's Junior Version)
"Forever Yours" (Reprise) - Papa Ge, Ti Moune, Erzulie, and Storytellers
"A Part of Us" - Mama Euralie, Tonton Julian, Little Ti Moune, and Storytellers
"Why We Tell the Story" - Storytellers
Bibliografía
Ahrens and Flaherty sitio oficial.
Red Teatral